# Břetislav Chvála
Břetislav Chvála (27. ledna 1924 Nebužely – 7. dubna 2001 Praha) byl profesor na Českém vysokém učení technickém v Praze, vedoucí katedry strojů a zařízení pro strojírenskou výrobu, spoluautor několika patentů a odborných knih, volejbalový hráč a trenér.

## Život
Břetislav Chvála se narodil 27. ledna 1924 v Nebuželích u Mělníka do rodiny zubního technika Václava Chvály a jeho ženy Marie. Základní školu a nižší gymnázium absolvoval v Mělníku. Studium vyšší průmyslové školy strojnické v Praze přerušila 2. světová válka. V roce 1944 byl totálně nasazen na práci do Německa (firma Argus v Berlíně), pak do Lufthansy v Náchodě. Odtud utekl a zbytek války strávil v partyzánské skupině. Po válce dokončil maturitu na vyšší průmyslové škole a v roce 1947 nastoupil na strojní fakultu ČVUT, se kterou spojil celý svůj profesní život. Nastoupil jako odborný asistent na Ústav obráběcích strojů, v roce 1960 byl jmenován docentem, v roce 1966 vysokoškolským profesorem a proděkanem.
Mimo vědecké činnosti byl Břetislav Chvála aktivní i ve sportu a ve stáří také ve vlasteneckém hnutí. Zemřel v Praze 7. dubna 2001.

### Vědecká činnost
Od roku 1965 byl vedoucím katedry obráběcích a tvářecích strojů a od roku 1968, po rozdělení katedry, se stal vedoucím katedry mechanizace a automatizace výrobních strojů, od roku 1981 vedoucím katedry strojů a zařízení pro strojírenskou výrobu. Zabýval se vědou a výzkumem, podílel se na několika patentech, napsal nemalé množství odborných publikací. Za důležité pokládal propojení výzkumu s výrobní praxí. Říkával, že kdyby měl jen učit, neměl by za chvíli co říct. A že nezná lepší cestu jak vychovávat opravdové odborníky, umožnit profesní růst i pedagogům a využít vědeckou kapacitu vysokých škol. Například robot PR 20-5, na kterém se podílel, získal zlato na mezinárodní výstavě Robot Brno v roce 1984. Věřil v týmovou práci, autenticitu a také na to, že se má člověk obklopovat schopnými lidmi a že škola má člověka dobře připravit na život. Pak už je na každém, jak ho bude žít. Obdržel například státní vyznamenání Za vynikající práci v roce 1982, zlatou Felberovu medaili, medaili ČVUT 1. stupně, medaili za rozvoj hlavního města Prahy a jiné medaile a ocenění za svou vědeckou a pedagogickou činnost.

### Sportovní činnost
Kromě toho byl úspěšným volejbalovým trenérem. Začínal jako smečař v Sokole Obříství, v letech 1952–1956 hrál za Slavii VŠ Praha, kterou v letech 1956–1962 vedl jako trenér. Tým pod jeho vedením získal 1. místo v lize v letech 1956–1959 a 2. místo v letech 1960–1962. Hráči jako Zdeněk Malý, Josef Musil, Zdeněk Humhal, Miroslav Kemel, Boris Perušič, Miloš Petr, Milan Purnoch, Josef Stolařík a Václav Šmídl patřili do československé reprezentace a hráli zároveň v týmu akademických mistrů z letní univerziády v Turíně v roce 1959, kde Břetislav Chvála působil jako trenér, stejně jako v Sofii a Porto Alegre, odkud přivezli bronzovou a stříbrnou medaili. V této roli přidal ještě pět medailí z Poháru 17. listopadu a ještě jednu v roli asistenta trenéra z mistrovství Evropy. Stal se držitelem titulu Zasloužilý trenér. Působil dlouho i jako místopředseda TJ Sparta Praha.

### Slovanské hnutí
Po odchodu do důchodu se stal zakladatelem slovanského hnutí, prvním předsedou Slovanského výboru České republiky, prvním předsedou Mezinárodního slovanského výboru a prvním šéfredaktorem měsíčníku Slovanská vzájemnost.

### Předkové
Jeho pradědeček Josef Chvála měl rovněž technické vlohy, byl hlavním inženýrem Buštěhradské dráhy a projektoval za svůj krátký život velké množství nádražních budov, z nichž většina ještě stojí.
Tchán tohoto pradědečka, Johann Süss, zase provozoval hospodu v domě U Zlaté váhy v pražské Havelské ulici (na Havelském tržišti), kde se scházel spolek Repeál, který se podílel na počátcích revolučního hnutí v letech 1847–1848, a také členové Svornosti. Do jeho další hospody U města Moskvy pak chodili různí literáti a intelektuálové jako například Jan Neruda a Vilém Erben.

## Dílo

### Patenty
- Pneumatické bezdotykové čidlo; Doc. Ing. Břetislav Chvála, CSc., Ing. Josef Prokeš, CSc, Ing. Jaroslav Janoštík; listina č. 121404; vyd. 1966[9]
- Zapojení stavebnicového pneumatického logického členu jako paměťového obvodu s positivním vstupem a klopného obvodu se dvěma vstupy; Prof. Ing. Břetislav Chvála, CSc., doc. Ing. Josef Prokeš, CSc., Ing. Jaroslav Janoštík; listina číslo 127623; vyd. 1968
- Zapojení stavebnicového pneumatického logického členu realizujícího logickou funkci, totožnost, různoznačnost a klopný obvod s jedním vstupem; Prof. Ing. Břetislav Chvála, CSc., doc. Ing. Josef Prokeš, CSc., Ing. Jaroslav Janoštík; listina č. 128001; vyd. 1968
- Zapojení stavebnicového logického členu jako paměťového obvodu s positivním a negativním vstupem; listina č. 127622; vyd. 1968
- Pneumatický logický prvek; Prof. Ing. Břetislav Chvála, CSc., doc. Ing. Josef Prokeš, CSc., Ing. Jaroslav Janoštík; listina 4. 129815; vyd. 1968
- Okrouhlý pletací stroj; Ing. Jaroslav Janoštík, Prof. Ing. Břetislav Chvála CSc., Ing. Jindřich Mareš, Jan Jeřábek; listina číslo 14282, vyd. 1971
- DE 1930522 Rundstrickmachine; Jindřich Mareš, Jaroslav Janoštík, Břetislav Chvála, Jan Jeřábek 1970, 1978
- Pneumatické řídicí zařízení se samostatným kontaktem a přijímačem určeným ke stavbě logických sítí, pro dávkovací, můstkové a/nebo jiné váhy; Prof. Ing. Břetislav Chvála, CSc., Ing. Jaroslav Janoštík, Jiří Píša, Vladimír Marek; listina č. 158 503; vyd. 1975
- Zapojení pracovních součástí hnětacího stroje; Ing. Jaroslav Janoštík, Ing. Václav Pitřík, Prof. Ing. Břetislav Chvála, CSc., Ladislav Mrklas, Ing. Karel Suchomel, Jan Bláha, Ing. Metoděj Kozák; listina č. 176850; vyd. 1979
- Zařízení pro pohon průmyslového robota; Ing. František Chmela, CSc., Prof. Ing. Břetislav Chvála, DrSc., Ing. Pavel souček, CSc., Ing. Bedřich Urban, CSc.; listina č. 230797; vyd. 1986
- Zařízení k vyvažování gravitačních sil u kloubového robota; Ing. František Chmela CSc., Prof. Ing. Břetislav Chvála, DrSc., Ing. Pavel Souček, CSc, Ing. Bedřich Urban, CSc.; listina č. 235444; vyd. 1987
- US 368 3644 Control device for a textile machine; Jaroslav Janostik, Jidrich Mares, Jan Jerabek, Břetislav Chvála; 1972
- CS 258806 Welding handling device especially for flunges weldinfg to tubes /Svařovací manipulátor zejména pro přivařování přírub k trubkám); Jaromír Kunrt, Jaroslav Kostka, Robert Matička, Jaroslav Talacko, Břetislav Chvála; 1988

### Publikace
- PÍČ, Josef, CHVÁLA, Břetislav. Přípravky: výpočet a konstrukce přípravků s příklady ze strojírenské praxe. Knižnice Svazu zaměstnanců strojírenství, sv. 53. Praha: Práce, 1957. 187 s. [Učebnice vysokých škol] cnb000511518. MDT 621, 621-229.3T+621.881, (035).
- CHVÁLA, Břetislav. Moderní přípravky k obráběcím strojům: příručka pro konstruktéry v závodech, studijní pomůcka pro posl. specializace strojír. technologie na vys. a stř. odb. školách. Praha: Práce, 1962. 233 s. cnb000613702. MDT 621.9-229.312.6(022).
- PÍČ, Josef, CHVÁLA, Břetislav, KOZEL, Jaroslav. Výrobní stroje. 2. díl Obráběcí stroje. Praha: SNTL, 1962. 333 s. [Učebnice vysokých škol] cnb000690500. MDT 621.9.06, (075.8).
- PÍČ, Josef, CHVÁLA Břetislav, PROKEŠ, Josef, VÁLA, Karel. Automatizační systémy výrobních strojů. Praha: České vysoké učení technické, 1967. 196 s. [Učebnice vysokých škol] cnb000444824. MDT 621, 62-1/-9+681.5, (075.8)
- CHVÁLA, Břetislav. Mechanizace a automatizace obráběcích strojů: vysokoškolská příručka pro strojní fakulty. Praha: SNTL, 1970. 310 s. cnb000452312. MDT 621.9-52(075.8)
- MASLOV, Vladimir, CHVÁLA, Břetislav. Dynamické předpoklady při využití pneumatického logického systému STAPP pro řízení výrobních strojů. [Kandidátská disertační práce] 1973. 81 s.
- CHVÁLA Břetislav, VOTAVA, Josef. Základy konstrukce přípravků. Praha: České vysoké učení technické, 1974. 264 s. cnb000467083. MDT 621.9-229+621.9.002.54(075.8)
- ČERNOCH, Hynek, CHVÁLA, Břetislav. Principy dávkování taveniny hliníku a jeho slitin. [Kandidátská disertační práce] Praha: [s.n.], 1977. 152 s.
- URBAN, Bedřich, CHVÁLA, Břetislav. Pneumatické odměřovací zařízení. [Kandidátská disertační práce] Praha: [s.n.], 1977. 76 s.
- PALIVEC, Karel, CHVÁLA, Břetislav. Automatizovaná technologická pracoviště s roboty v sériové výrobě. [Disertace] Kopřivnice: [s.n.], 1988. 136 s. MDT 62-52
- CHVÁLA, Břetislav, ŘEZÁČ, Antonín. Přípravky a zařízení pro zkrácení vedlejších časů ve výrobě. Praha: SNTL, 1963–1964. 3 svazky (243; 251; 294 s.) cnb002590065. MDT 621.9-229(022)
- CHVÁLA, Břetislav, NEDBAL, Josef. Mechanizace a automatizace výrobních strojů. 1. vyd. Praha: ČESKÉ VYSOKÉ UČENÍ TECHNICKÉ, 1974. 297 s. cnb000466348. MDT 621.9-52(075.8)
- CHVÁLA, Břetislav, NEDBAL, Josef. Mechanizace a automatizace výrobních strojů. 2. vyd. Praha: ČESKÉ VYSOKÉ UČENÍ TECHNICKÉ, 1979. 375 s. cnb000145768. 621.9-52(075.8)
- CHVÁLA, Břetislav, NEDBAL, Josef. Mechanizace a automatizace výrobních strojů. 3. vyd. Praha: ČESKÉ VYSOKÉ UČENÍ TECHNICKÉ, 1984. 375 s. cnb000009324. MDT 681.323+621.7.06-5+621.9.06-5
- CHVÁLA Břetislav, VOTAVA, Josef. Základy konstrukce přípravků. Praha: ČESKÉ VYSOKÉ UČENÍ TECHNICKÉ, 1974, dotisk 1977. 264 s. cnb000467083. MDT 621.9-229+621.9.002.54(075.8)
- CHVÁLA, Břetislav. Pneumologický řídicí systém STAPP a jeho použití k řízení výrobních strojů. [Autoreferát doktorské disertační práce] Praha: [s.n.], 1975. 54 s.
- CHVÁLA, Břetislav. Adaptivní vlastnosti průmyslových robotů a manipulátorů. [Výzkumná zpráva č.: VZ 86/78] Praha: České vysoké učení technické, 1978. kniha
- CHVÁLA, Břetislav. Řešení komplexní racionalizace pracoviště. [Výzkumná zpráva č.: 98/79] 1. vyd. Praha: České vysoké učení technické, 1979. 60 s.
- CHVÁLA, Břetislav. Prostředky mezioperační a operační manipulace. [Výzkumná zpráva č.: VZ 93/79] Praha: České vysoké učení technické, 1979. 49 s.
- CHVÁLA, Břetislav, VOTAVA, Josef. Přípravky. 1. vyd. Praha: České vysoké učení technické, 1980. 352 s. cnb000145769. MDT 621.753.4(075.8)
- CHVÁLA, Břetislav a VOTAVA, Josef. Přípravky a podávací zařízení. 1. vyd. Praha: České vysoké učení technické, 1980, dotisk 1984. 278 s. cnb000399573. MDT 62-2(075.8)
- CHVÁLA, Břetislav, TALÁCKO, Jaroslav a MATIČKA, Robert. Průmyslové manipulátory a roboty. [Učebnice vysokých škol] 1. vyd. Praha: České vysoké učení technické, 1983. 238 s. cnb000004159. MDT 62-5+007.52+681.323
- CHVÁLA, Břetislav, MATIČKA, Robert a TALÁCKO, Jaroslav. Průmyslové roboty a manipulátory. [Učebnice vysokých škol] 2., přeprac. vyd. Praha: ČVUT, 1987. 262 s. cnb000035449. MDT 681.5+007.52+62-5
- CHVÁLA, Břetislav, MATIČKA, Robert a TALÁCKO, Jaroslav. Průmyslové roboty a manipulátory. [Učebnice vysokých škol] Vyd. 1. Praha: SNTL - Nakladatelství technické literatury, 1990. 275 s. ISBN 80-03-00361-X. cnb000058077. MDT 621.865.8+621.7.067+(075.8)
- CHVÁLA, Břetislav, DUNAY, Gejza a NEDBAL, Josef. Automatizace: vysokošk. učebnice pro vys. školy techn. [Učebnice vysokých škol] 1. vyd. Praha: SNTL, Bratislava: Alfa, 1985. 603 s. cnb000010985. MDT 007.5+621.002+681.5
- CHVÁLA, Břetislav, NEDBAL, Josef a DUNAY, Gejza. Automatizace: vysokošk. učebnice pro strojní fakulty vys. škol techn. [Učebnice vysokých škol] 2., nezm. vyd. Praha: SNTL, Bratislava: Alfa, 1987. 603 s. cnb000030553. MDT 658.51+007.5+681.5
- CHVÁLA, Břetislav, DUNAY, Gejza a NEDBAL, Josef. Automatizace: vysokošk. učebnice pro strojní fakulty vys. škol techn. [Učebnice vysokých škol] 3., opravené vyd. Praha: SNTL, Bratislava: Alfa, 1989. 603 s. ISBN 80-03-00090-4. cnb000046139. 681.5+658.51.01+007.5
- CHVÁLA, Břetislav a VOTAVA, Josef. Přípravky: celostátní vysokoškolská učebnice pro strojní fakulty vysokých škol technických. [Učebnice vysokých škol] 1. vyd. Praha: SNTL, 1988. 275 s. cnb000046411. MDT 621.002.54
- CHVÁLA, Břetislav, MUCHA Miroslav, PLUDEK, Alexej. Pravda o Kubě. Praha: J. Weber, 1993. 33 s. cnb000093854. MDT 972.92,338.2+323
- CHVÁLA, Břetislav, MUCHA Miroslav, PLUDEK, Alexej. Je Česká republika právním státem? [Pojednání – stanovisko] Praha: J. Weber, 1993. 31 s. cnb000093853, MDT 943.71/.72,342

## Ocenění

### Volejbalová liga
Ve volejbalové lize získal následující medaile:
- Zlato 1956–1959
- Stříbro 1960–1962

### Mezinárodní volejbalové soutěže
V mezinárodních volejbalových soutěžích dosáhl následujících úspěchů:
- Zlato ME 1958 (asistent trenéra)
- Zlato Univerziáda Turín 1959
- Stříbro Pohár 17. listopadu 1959
- Zlato Pohár 17. listopadu 1960
- Bronz Univerziáda Sofie 1961
- Bronz Pohár 17. listopadu 1961
- Zlato Pohár 17. listopadu 1962
- Stříbro Univerziáda Porto Alegre 1963
- Stříbro Pohár 17. listopadu 1963